# Lijst van burgemeesters van Noorder-Koggenland
Dit is een lijst van burgemeesters van de voormalige Nederlandse gemeente Noorder-Koggenland. Op 1 januari 1979 ontstond deze gemeente bij de fusie van de gemeenten Abbekerk, Midwoud, Opperdoes, Sijbekarspel en Twisk en een deel van de gemeente Nibbixwoud. Op 1 januari 2007 is die gemeente op haar beurt samen met de gemeenten Medemblik en Wognum opgegaan in de nieuwe gemeente Medemblik.
| Ambtsperiode | Naam burgemeester           | Partij of stroming | Bijzonderheden |
| ------------ | --------------------------- | ------------------ | -------------- |
| 1979 - 1984  | Piet (P.) Smit              | PvdA               |                |
| 1985 - 2001  | Nico (N.W.) Dorrestijn      | VVD                |                |
| 2001 - 2007  | Frank (F.J.A.) IJsselmuiden | CDA                | waarnemend     |